# Danuta Piecyk
Danuta Zdzisława Piecyk (* 27. September 1950 in Stargard Szczeciński; † 13. April 2011 in Olsztyn) war eine polnische Leichtathletin, die sich auf den Sprint spezialisiert hatte.

## Sportliche Laufbahn
Erste internationale Erfahrungen sammelte Danuta Piecyk vermutlich im Jahr 1969, als sie bei den Europameisterschaften in Athen mit der polnischen 4-mal-400-Meter-Staffel mit 3:38,1 min im Vorlauf ausschied. 1971 schied sie bei den Europameisterschaften in Helsinki mit 54,30 s in der ersten Runde im 400-Meter-Lauf aus und belegte mit der Staffel in 3:35,28 min den fünften Platz. Im Jahr darauf nahm sie an den Olympischen Sommerspielen in München teil und schied dort mit 52,62 s im Viertelfinale über 400 Meter aus und kam im Staffelbewerb im Vorlauf nicht ins Ziel. 1973 schied sie bei den Halleneuropameisterschaften in Rotterdam mit 54,87 s im Halbfinale über 400 Meter aus und gewann mit der 4-mal-360-Meter-Staffel in 3:11,65 min gemeinsam mit Danuta Manowiecka, Marta Skrzypińska und Krystyna Kacperczyk die Bronzemedaille hinter den Teams aus der Bundesrepublik Deutschland und Frankreich. Im Jahr darauf schied sie bei den Europameisterschaften in Rom mit 52,92 s im Semifinale über 400 Meter aus und belegte mit der 4-mal-400-Meter-Staffel in 3:26,4 min den vierten Platz. 1975 kam sie bei den Halleneuropameisterschaften in Katowice mit 55,55 s nicht über den Vorlauf über 400 Meter hinaus und gewann mit der 4-mal-320-Meter-Staffel in 2:49,6 min gemeinsam mit Zofia Zwolińska, Genowefa Błaszak und Krystyna Kacperczyk die Bronzemedaille hinter den Teams aus der Sowjetunion und der BR Deutschland. Daraufhin trat sie international nicht mehr in Erscheinung.
1975 wurde Piecyk polnische Meisterin im 400-Meter-Lauf im Freien sowie 1973 und 1975 in der Halle. Zudem wurde sie von 1973 bis 1975 Landesmeisterin im 400-Meter-Hürdenlauf sowie 1971 und 1973 in der 4-mal-400-Meter-Staffel.

## Persönliche Bestleistungen
- 400 Meter: 52,62 s, 3. September 1972 in München
  - 400 Meter (Halle): 54,87 s, 11. März 1973 in Rotterdam
- 400 m Hürden: 56,83 s, 13. Juli 1974 in Augsburg